# Wilajet
Wilajet (tur. vilâyet, z arab. ولاية wilāyah), także wilaja – w Imperium Osmańskim od 1864 roku określenie oznaczające prowincję; to samo znaczenie w języku malajskim. Nazwa pochodzi od arabskiego waliyah (zarządzać).
Zwierzchnik wilajetu nosił tytuł Wali.
Obecnie nazwą tą określane są jednostki najwyższego stopnia podziału administracyjnego w niektórych państwach północnej Afryki (np. w Algierii, Sudanie), Bliskiego (w Omanie) i środkowego Wschodu (w Afganistanie, Tadżykistanie, Turkmenistanie i Uzbekistanie).